# Archamia flavofasciata
Archamia flavofasciata is een straalvinnige vissensoort uit de familie van kardinaalbaarzen (Apogonidae). De wetenschappelijke naam van de soort is voor het eerst geldig gepubliceerd in 2003 door Gon & Randall.